# Jurug (Sooko)
Jurug is een bestuurslaag in het regentschap Ponorogo van de provincie Oost-Java, Indonesië. Jurug telt 5582 inwoners (volkstelling 2010).